# Louis Marin Bonnet
Louis Marin Bonnet, född omkring 1743 och död 1793, var en fransk kopparstickare.
Bonnet uppfann ett nytt sätt att reproducera handteckningar, särskilt pasteller. Han publicerade sin rön i Le pastel en gravure inventé et exécuté par Louis Bonnet (1769). Bonner var synnerligen produktiv, av hans 500-600 kända stick är ganska många gravyrer gjorda efter François Boucher.